# José Mattera
José Mattera Teglia (26 de marzo de 1942 en Montevideo, Uruguay-6 de abril de 2006 en Costa Rica) fue un jugador y entrenador de fútbol uruguayo. 
En Costa Rica llegó como jugador en 1973 y logró el ascenso a Primera División ese año con la Universidad de Costa Rica. Debutó en el balompié costarricense de la Primera División el 10 de marzo de 1974, cuando la Universidad de Costa Rica se midió al Herediano. El juego terminó empatado a uno y Mattera hizo el tanto universitario.
Con el paso del tiempo, Mattera se hizo entrenador, inició con Miramar en Uruguay, también estuvo a cargo de la Universidad de San Carlos de Guatemala y el Motagua de Honduras. En Costa Rica debutó en 1978 con Limonense, además dirigió a Universidad de Costa Rica, Sagrada Familia, San Carlos, Saprissa, Turrialba, San José, Cartaginés, Uruguay de Coronado, Santa Barbara, Municipal Puntarenas y Guanacasteca.
El último trabajo fue en la temporada 2002-2003 como asesor de Manuel Keosseian en el Deportivo Saprissa.

## Palmarés

### Como jugador

#### Títulos nacionales
| Título                         | Equipo                    | País       | Año  |
| ------------------------------ | ------------------------- | ---------- | ---- |
| Segunda División de Costa Rica | Universidad de Costa Rica | Costa Rica | 1973 |